# Joseph-Napoléon Bureau
Pour les articles homonymes, voir Bureau.
Joseph-Napoléon Bureau, né le 15 mars 1827 à Trois-Rivières (Québec, Canada) et mort le 3 octobre 1897, est un avocat et homme politique canadien.

## Biographie
Il a exercé la profession d'avocat, tout d'abord comme bâtonnier du Québec de 1870 à 1871, puis comme président du Conseil général du Barreau et substitut du procureur général dans le district de Trois-Rivières.
Durant sa carrière, il s'est montré actif sur le plan politique tant au niveau national que municipal. Sur la scène fédérale, il est défait, en 1874, dans le district de Trois-Rivières pour siéger à la Chambre des Communes. Il a aussi été président de la Société Saint-Jean-Baptiste de Montréal.
Sur la scène municipale il fut élu maire de Trois-Rivières pour deux mandats, soit de 1872 à 1873, puis de 1877 à 1879.
En 1851, il fonda l’Institut Canadien de Trois-Rivières, une institution vouée à la promotion de la lecture des journaux. Il a également offert sa participation à la rédaction du journal La Concorde de 1881 à 1884 et il a fondé le bi-hebdomadaire L'Ère Nouvelle avec Georges Isidore Barthe en 1884.
Joseph-Napoléon Bureau est mort le 3 octobre 1897.